# Fernando Martínez Pan
Fernando Martínez Pan (Montevideo, 9 dicembre 1979) è un cestista uruguaiano.

## Carriera
Con l'Uruguay ha disputato due edizioni dei Campionati americani (2007, 2011).